# Enno Werle
Enno Werle (* 1949/1950 in Zweibrücken) ist ein deutscher Boxtrainer. Unter seiner Leitung wurde Markus Bott 1993 Weltmeister.

## Leben
Werle stieg als Amateurboxer im Mittel- und Halbschwergewicht für den 1. FC Kaiserslautern in den Ring, 1981 erlangte er den Trainerschein des Südwestdeutschen Amateur-Box-Verbandes sowie zwei Jahre später des Bundes Deutscher Berufsboxer. Ab 1984 arbeitete Werle als Trainer für den Profiboxstall Sauerland und betreute Boxer wie die beiden Sambier Lottie Mwale und John Sichula sowie den Nigerianer Peter Konyegwachie.
Im Februar 1993 wurde Markus Bott unter Werle als Trainer vierter deutscher Profiboxweltmeister, als der damals für den Universum-Boxstall kämpfende Pforzheimer den US-Amerikaner Tyrone Booze in Hamburg bezwang und somit den WM-Titel im Cruisergewicht nach Version der WBO errang. Gemeinsam mit Chuck Talhami aus den Vereinigten Staaten bereitete Werle den Pforzheimer auch auf seine erste Verteidigung des WM-Titels im Juni desselben Jahres vor, Bott verlor den Kampf gegen den Argentinier Nestor Giovannini jedoch, anschließend endete die Zusammenarbeit zwischen Werle und Bott. 1996 war Werle Gründer des Boxstalls Barbarossa, 2003 wurde er Trainer bei der Boxing Academy in Frankfurt am Main.
Werle war bei mehreren WM-Kämpfen als Cutman im Einsatz. 2012 arbeitete Werle zunächst als Co-Trainer für den US-Schwergewichtler Tony Thompson im Vorfeld von dessen WM-Kampf gegen Wladimir Klitschko, ehe Thompson im Laufe der Vorbereitung auf Werles Dienste verzichtete. Er trainierte auch Dennis Don Kiy, Ikram Kerwat und seinen Sohn Manuel Faißt. Neben seiner Tätigkeit als Boxtrainer baute Werle mit seinem Sohn ein Unternehmen für Sicherheitsdienste und Personenschutz auf.